# 율전초등학교 광문분교
율전초등학교 광문분교는 대한민국 강원특별자치도 홍천군 내면 방내리 169-1번지에 있었던 초등학교이다.
1999년 폐교당시 재학생은 4명 이었다.
상여차울,하여차울,아치네,우리울등의 마을(화전촌)에서 학생들이 등교하였다.

## 연혁
- 1953. 4. 1 광문국민학교 개교
- 1977. 3. 1 방내국민학교 광문분교장 격하
- 1996. 3. 1 율전초등학교 광문분교 개칭
- 1999. 9. 1 폐교